# Billy Summers
(Billy Summers)
Billy Summers è un romanzo poliziesco scritto da Stephen King pubblicato negli USA dalla casa editrice Scribner il 3 agosto 2021 e in Italia il 26 ottobre dello stesso anno edito da Sperling & Kupfer.

## Trama
È l'estate del 2019, il sicario e abilissimo cecchino Billy Summers viene ingaggiato dal mafioso Nick Majarian per uccidere il detenuto Joel Allen, quando quest'ultimo dovrà uscire dal furgone che lo porta al tribunale per il suo processo. Summers, che sta meditando di ritirarsi, viene convinto dall'enorme cifra che Majarian gli propone. Per essere compiuto in modo da non destare sospetti, almeno in un primo momento, l'incarico dovrà però essere svolto nell'arco di diversi mesi, con Summers che dovrà assumere una nuova identità (quella di David Lockridge), una nuova abitazione nel quartiere di Evergreen Street, e un nuovo posto di lavoro nella città di Red Bluff, a est del Mississippi e subito sotto la linea Mason-Dixon (in un edificio la cui finestra si affaccia verso il tribunale da cui dovrà sparare, la Gerard Tower). Ma è soprattutto il lavoro di copertura ad incuriosire Billy, che dovrà fingersi uno scrittore per rendere credibile la sua copertura. Per entrare nella parte dello scrittore Billy, prima per non destare sospetti e poi per sua volontà, inizia a scrivere un romanzo della sua vita; dalla giovane età fino al suo servizio nei Marines in Iraq, a Falluja.
L'obiettivo, il sicario ricercato Joel Allen, rischia la pena di morte per aver sparato a due uomini durante una partita di poker, di cui uno mortalmente. Temendo che Allen avrebbe incriminato i suoi precedenti datori di lavoro nel tentativo di ridurre la sua pena, Majarian cerca di chiudere una questione in sospeso per conto del ricco magnate dei media, Roger Klerke. Egli, all'insaputa di Summers, aveva assunto Allen come sicario nel tentativo riuscito di uccidere suo figlio, Patrick, che dopo aver scoperto che non era destinato a ereditare l'azienda di suo padre, iniziò a ricattare suo padre attraverso le prove che aveva acquisito della sua pedofilia con bambine con meno di quindici anni. Una volta che Allen ha completato il colpo su Patrick, ha scoperto il contenuto del ricatto e ha continuato a ricattare Roger.
Nel corso del lavoro, Billy diventa gradualmente più sospettoso di Majarian e le sue preoccupazioni vengono confermate quando, dopo aver ucciso con successo Allen dopo il Labor Day, Majarian si rifiuta di pagarlo e viene rivelato che è stata messa una taglia di sei milioni di dollari sulla testa di Billy. Mentre si nasconde nel suo appartamento seminterrato a Pearson Street (affittato e abitato da Billy saltuariamente per usare il suo alias Dalton Smith come precauzione di fuga), Billy è testimone dell'episodio di una giovane donna che viene scaricata da un furgone dopo essere stata stuprata da tre uomini. Alice Maxwell ha ventuno anni e, dopo essere stata salvata da Billy, si unisce a lui mentre cerca di localizzare Nick. Durante la sua ricerca di Nick, Billy trova gli aggressori di Alice e li punisce. Nel mentre Billy continua a scrivere la sua storia con il suo MacBook Pro, conservato in una chiavetta USB.
Fuggiti da Red Bluff si dirigono a ovest, verso il Colorado, per incontrare Bucky Hanson per elaborare un piano per stanare Nick e scoprire il perché Billy sia stato tradito. Nel frattempo Alice si affeziona a Billy non solo per averla salvata, ma anche per il rapporto di amicizia (e amore) che la ragazza prova per lui.
Dopo aver individuato Nick a Las Vegas, Billy uccide e ferisce gravemente molti dei lavoratori del suddetto. Vale a dire, Billy ferisce alla testa permanentemente un uomo di nome Frank la cui madre, Marge, lavora anche per Nick. Una volta che Nick rivela l'identità, la posizione e il ruolo di Klerke nella faccenda, Billy e Alice lavorano per attirare Klerke in un incontro con il pretesto che Alice è una ragazza minorenne per soddisfare gli appetiti sessuali del vecchio. Poco dopo Halloween, il 4 novembre, viene attuato il piano: i due si infiltrano nella magione del magnate a Mountauk Highway (New York) e arrivati da Klerke, Alice gli spara. Mentre i due lasciano la scena, Billy viene colpito al fianco da Marge, che viene poi uccisa da Billy.
È il 21 novembre, una settimana prima del Giorno del Ringraziamento e sembra che Billy sopravviva, anche se in seguito viene rivelato che è morto a causa della sparatoria e il resto della storia di Billy viene scritto da Alice, poiché considera cosa avrebbe fatto Billy se fosse sopravvissuto. Il suo corpo viene seppellito nella proprietà di Bucky e Alice decide di ricominciare a vivere e riprendere gli studi per diventare una scrittrice.

## Personaggi
- William "Billy" Summers - Anche noto come David Lockridge o Dalton Smith, è il protagonista, sicario, ed un ex cecchino dei Marines di quarantaquattro anni.
- Joel Allen - Sicario professionista, l'antagonista secondario, è il bersaglio di Billy.
- Roger Klerke - Ricco magnate dei media proprietario del network televisivo WWE (World Wide Entertainment), l'antagonista principale, ha assoldato in precedenza Allen e ora ha assunto Summers per ucciderlo.
- Patrick Klerke - Figlio di Roger, è stato ucciso da Allen sotto l'ordine del signor Klerke.
- Nick Majarian - L'intermediario per Roger e Billy.
- Alice Maxwell - Ragazza di ventuno anni salvata da Billy.
- Elmer "Bucky" Hanson - Amico di lunga data di Billy.
- Marge - Madre di Frank, al servizio di Nick.

## Richiami ad altre opere
- Uno dei personaggi del romanzo, Bucky, socio di Billy, vive in uno chalet nel Colorado non lontano dai ruderi dell'Overlook Hotel
- Durante il ritorno da New York verso il Colorado, i due protagonisti, il moribondo Billy e Alice, si fermano momentaneamente nei pressi di Hemingford Home (Nebraska). Qui Billy parla per l'ultima volta con la ragazza, in mezzo a dei campi di grano; questa località è presente anche in L'ombra dello scorpione e nel racconto 1922
- Ben Hanscom, uno dei protagonisti di It, nasce e cresce a Derry, ma da adulto finisce a vivere nei pressi di Hemingford Home dove, malgrado i suoi numerosi impegni lavorativi in giro per il mondo, riesce regolarmente a frequentare La Ruota Rossa, il bar di Ricky Lee. Alla fine del romanzo, è ad Hemingford Home che Ben ritorna, in compagnia di Beverly Marsh.

## Edizioni
- Stephen King, Billy Summers, traduzione di Luca Briasco, Sperling & Kupfer, 2021, p.560, ISBN 9788820072087.